# Faunis moiarum
Faunis moiarum är en fjärilsart som beskrevs av Hans Fruhstorfer 1905. Faunis moiarum ingår i släktet Faunis och familjen praktfjärilar. Inga underarter finns listade i Catalogue of Life.